# 背板

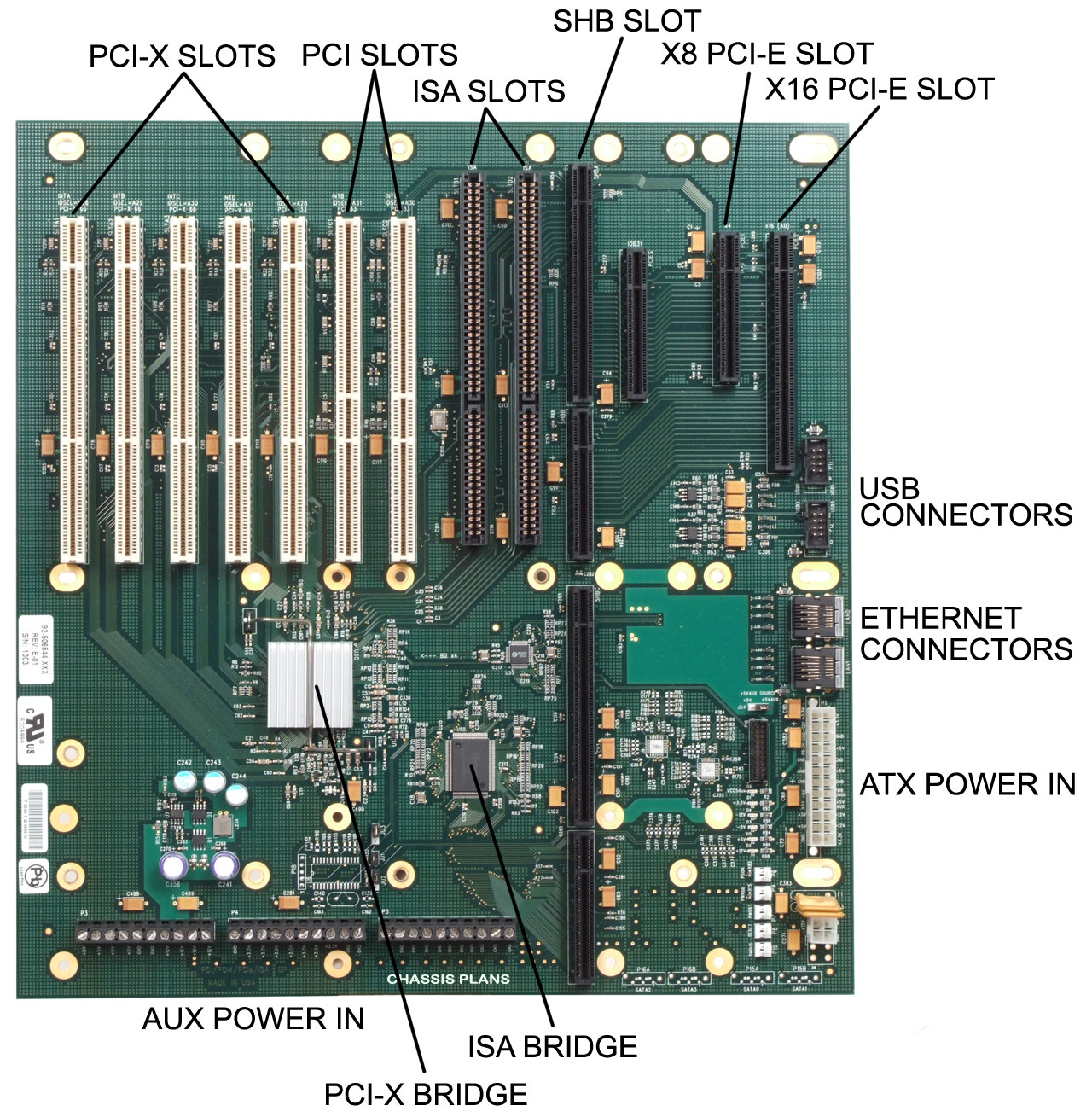
PICMG 1.3 背板

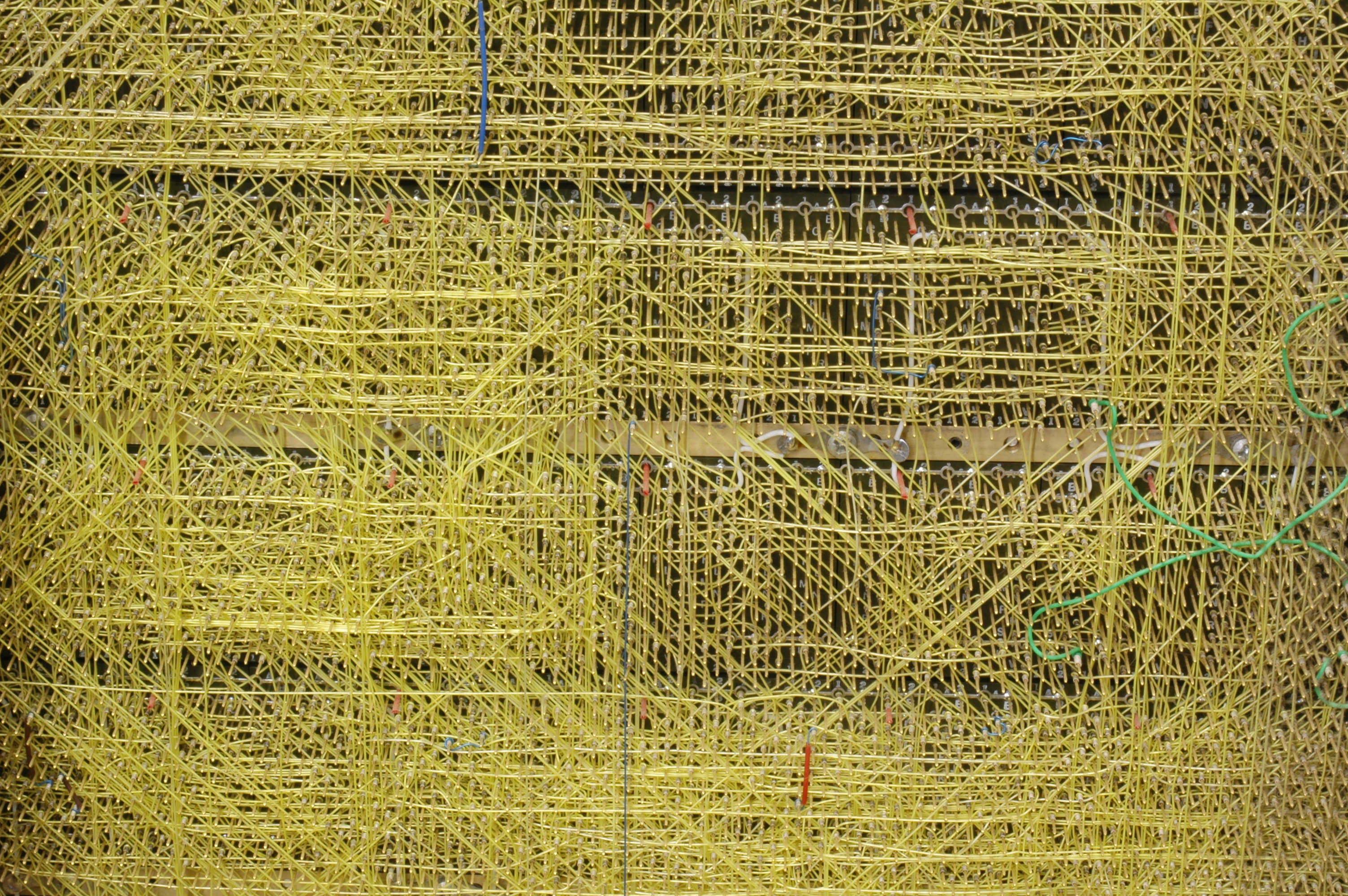
1960年代PDP-8小型计算机使用的背板

背板是指层数为8层以上的印刷电路板，背板層數一般為8至28层，采用的材料一般为FR-4材料。部分背板表面有若干插槽，可以连接其它的印刷电路板或电子元器件。背板主要应用于通信设备、大型服务器、医疗电子、军事、航天等领域。